# Elezioni parlamentari a São Tomé e Príncipe del 2022
Le elezioni parlamentari a São Tomé e Príncipe del 2022 si sono tenute il 25 settembre per il rinnovo dell'Assemblea nazionale.

## Risultati
| Azione Democratica Indipendente                                           | 36 549  | 46,81 | 30 |  |  |  |
| Movimento di Liberazione di São Tomé e Príncipe/Partito Socialdemocratico | 25 531  | 32,70 | 18 |  |  |  |
| Movimento Basta! (con PCD)                                                | 6 874   | 8,80  | 2  |  |  |  |
| Movimento Cittadini Indipendenti di São Tomé e Príncipe - PUN             | 5 120   | 6,56  | 5  |  |  |  |
| Movimento Democratico delle Forze del Cambiamento - Partito Liberale      | 1 601   | 2,05  | –  |  |  |  |
| Unione dei Democratici per la Cittadinanza e lo Sviluppo                  | 731     | 0,94  | –  |  |  |  |
| Cittadini Indipendenti per lo Sviluppo di São Tomé                        | 472     | 0,60  | –  |  |  |  |
| Movimento Unito per lo Sviluppo                                           | 389     | 0,50  | –  |  |  |  |
| Partito Nuovo                                                             | 352     | 0,45  | –  |  |  |  |
| Movimento Socialdemocratico - Partito Verde di São Tomé e Príncipe        | 271     | 0,35  | –  |  |  |  |
| Partito di Tutti i Saotomensi                                             | 195     | 0,25  | –  |  |  |  |
| Totale                                                                    | 78 085  | 100   | 55 |  |  |  |
|                                                                           |         |       |    |  |  |  |
| Schede bianche                                                            | 675     | 0,83  |    |  |  |  |
| Schede nulle                                                              | 2 214   | 2,73  |    |  |  |  |
| Votanti                                                                   | 80 974  | 65,67 |    |  |  |  |
| Elettori                                                                  | 123 302 |       |    |  |  |  |